# 眠れるヴィーナス
『眠れるヴィーナス』（ねむれるヴィーナス、伊: Venere dormiente, 英: Sleeping Venus）は、イタリア、ルネサンス期の巨匠ジョルジョーネが描いた絵画。ドレスデンのアルテ・マイスター絵画館の所蔵。『ドレスデンのヴィーナス』（Dresden Venus）とも呼ばれる。後世の絵画に多大な影響を与えた絵画で、ヴァザーリが最初に指摘したように、風景や空の表現は1510年の彼の死後にティツィアーノによって加筆され完成を見た。
この作品はジョルジョーネの最晩年の作品の一つで、背景に描かれている丘に溶け込むような輪郭を持つ裸の女性の肖像画であり、背景の細部と陰影の表現も非常に注意深く描写されている。ただ一人の裸の女性を主題に選んだことは絵画史上の大変革となり、この作品は何人もの権威を持つ学者によって近代美術の出発点であると考えられている。『眠れるヴィーナス』はジョルジョーネの存命中には完成せず、風景と空は、後に『ウルビーノのヴィーナス（Venus of Urbino, 1538年 ウフィツィ美術館蔵）を描いたことで知られるティツィアーノが完成させた。
官能性を感じさせる要素は、ヴィーナスがかかげている右腕と下腹部に置かれている左手である。シーツは寒色のシルバーで、それまでの絵画でリンネルを表現するときに使われていた暖色系の彩色とは異なっている。このシーツの表現は、後のティツィアーノやベラスケスの絵画にその影響を見ることができる。背景の風景はヴィーナスの肢体のラインをなぞるように描かれ、それは同時に、人の身体が本来自然と一体のものであるということをも表現している。

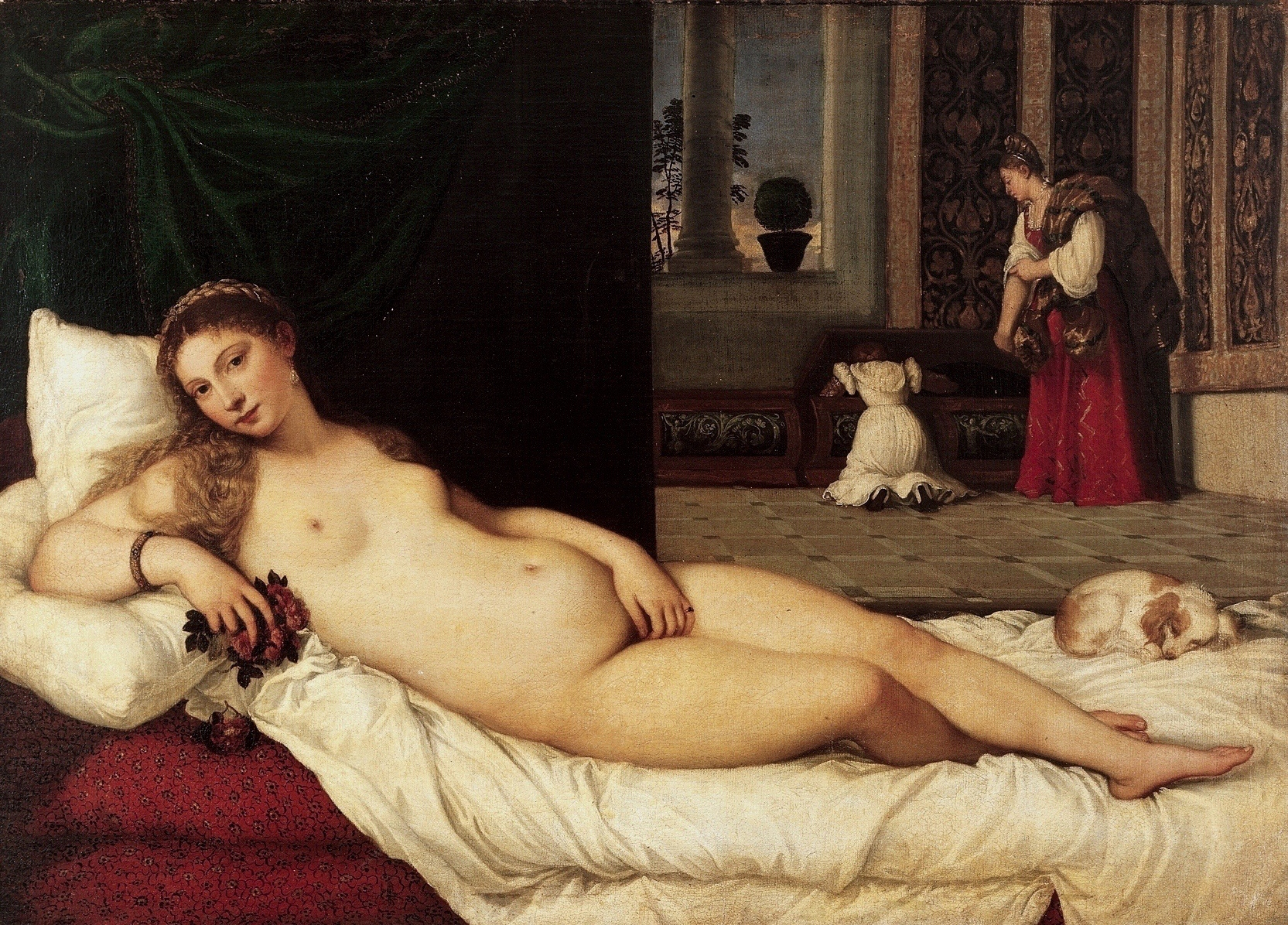
『ウルビーノのヴィーナス』Venus of Urbino ティツィアーノ 1538年 ウフィツィ美術館

ヴィーナスのポーズは1499年に出版されたフランチェスコ・コロンナの小説『ポリフィロの夢』の木版画との関連が指摘されているが、単独の人物を描いた絵画で、かつこれだけの大きさの裸婦画は西洋でも前例がなく、当時のイタリア人版画家ジョヴァンニ・バッティスタ・パルンバの官能性表現とともに、その後数世紀にわたって西洋裸婦画の方向性を決定づけた。
それまでにも裸婦を題材にした版画は存在したが、絵画としては『ヴィーナス誕生』（The Birth of Venus, 1482年 - 1486年 ウフィツィ美術館蔵）、『プリマヴェーラ』（Primavera, 1482年 ウフィツィ美術館蔵）というボッティチェリの有名な両作品が年代的に最も近い。自然と女性美を静謐に描き出した、ジョルジョーネの典型的とも言える作品である。この絵画の構成はアングルやルーベンスなどの後世の画家たちにも影響を与えた。このヴィーナスはティツィアーノの『ウルビーノのヴィーナス』と直接結びついており、さらにティツィアーノのヴィーナスはマネの『オランピア』（Olympia, 1863年 オルセー美術館蔵）へとつながっている。